# 2-Piridiletilamin
2-Piridiletilamin je histaminski agonist koji je selektivan za H1 receptor.